# Seven Femenino de Nueva Zelanda
El Seven Femenino de Nueva Zelanda fue un torneo anual femenino de rugby 7 que se disputa en Nueva Zelanda desde 2020. Forma parte de la Serie Mundial Femenina de Rugby 7. 
Desde su primera edición en 2020, se disputa conjuntamente con el torneo masculino.
El torneo tiene lugar en el Estadio Waikato, Hamilton.
Su actual campeón es la selección de Nueva Zelanda.

## Palmarés
| Año  | Sede            | Campeón       | Marcador | Subcampeón     |
| ---- | --------------- | ------------- | -------- | -------------- |
| 2020 | Estadio Waikato | Nueva Zelanda | 24 - 7   | Canadá         |
| 2023 | Estadio Waikato | Nueva Zelanda | 33 - 7   | Estados Unidos |

## Posiciones
Número de veces que las selecciones ocuparon cada posición en todas las ediciones.
| Equipo         | Campeón | 2º puesto |
| -------------- | ------- | --------- |
| Nueva Zelanda  | 2       |           |
| Canadá         |         | 1         |
| Estados Unidos |         | 1         |